# Ювенильное море
«Ювенильное море (Море юности)» — повесть русского писателя Андрея Платонова, посвящённая разворачиванию социалистического строительства в области животноводства в СССР. Написана весной 1932 года. При жизни автора не публиковалась. Впервые в России напечатана в журнале «Знамя» за 1986 год (№ 6, с. 48—98).

## Создание

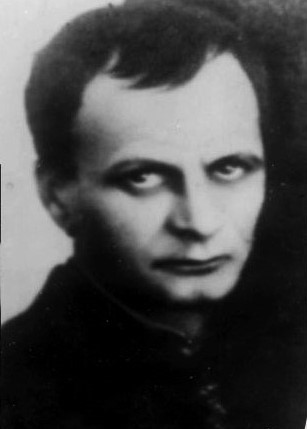
Андрей Платонов в 1934 году

Произведение создавалось в трудный для Платонова период, после критики его повести «Впрок», когда он был вынужден публично каяться и признавать свои «ошибки». Писатель искренне хотел создать «настоящее советское» произведение, и, вероятно, такой попыткой и стало «Ювенильное море».
Повесть стала итогом поездки Платонова от краеведческой секции Всероссийского союза писателей по животноводческим совхозам Средневолжского и Северокавказского краёв в августе—сентябре 1931 года. По результатам поездок писатели должны были отчитаться перед секцией «определённым листажом литпродукции», и таким отчётным произведением стала повесть, изначально названная Платоновым «Степное дело». На повесть также могло повлиять выступление И. В. Сталина на совещании хозяйственников 23 июня 1931 года, где говорилось о новых задачах социалистического строительства в условиях первой пятилетки.
Платонов планировал опубликовать повесть и в 1932—1934 гг. несколько раз подавал её в различные издания, однако получал отрицательные отзывы. Он также пытался переделать повесть в несколько рассказов, два из которых были завершены: рассказ «Человек нашего времени» писатель, по-видимому, не пытался публиковать, однако второй рассказ «Стройматериалы и оборудование», подготовленный в 1934 году, Платонов пытался опубликовать вплоть до 1940 года, но ему это не удалось.

## Сюжет
«В глубину юго-восточной степи Советского Союза» направляется инженер-электрик Николай Вермо, командированный «в систему мясосовхозов». Он прибывает в мясосовхоз № 101, директором которого является Андриан Умрищев — пожилой человек, уже много лет занимающий различные посты в дальних областях СССР. Однако Вермо понимает, что Умрищеву боле интересна эпоха Ивана Грозного, о которой тот читает книгу, нежели строительство социализма. Кроме того, оказывается, что на совхозном гурте «Родительские Дворики» на днях повесилась доярка Айна. Для выяснения обстановки на гурт приходит молодая женщина Надежда Босталоева, секретарь партячейки. Во время похорон Айны выясняется, что в её смерти повинен старший гуртоправ Афанасий Божев. Из Москвы приезжает комиссия, которая устанавливает, что Божев помогал неизвестным угонять совхозный скот, заменяя его на менее качественный. Когда Айна узнала об этом и хотела жаловаться, Божев стал избивать её кнутом, и в итоге довёл до самоубийства. Божева арестовывают и расстреливают, Умрищева отстраняют, однако затем назначают руководителем соседнего колхоза.
«Родительские Дворики» становятся отдельным мясосовзхозом, директором которого назначают Босталоеву. Её помощницей становится активная старушка Федератовна. Там же работают Вермо и зоотехник Високовский. Хотя совхозу на год назначают поставить тысячу тонн мяса, Босталоева предлагает перевыполнить план и поставить три тысячи тонн. При этом Вермо вынашивает целый ряд планов по техническому усовершенствованию. Он предлагает построить мельницу, которая также будет вырабатывать электричество, согревающее людей и скот. Планируется построить деревянный пресс для обжима и брикетирования коровьих лепёшек, которые будут использоваться как запасное топливо при отсутствии ветра. Электричество Вермо также хочет использовать для бурения, чтобы на поверхности степи из подземных вод создавать озёра ювенильной воды.
Босталоева едет в город, чтобы раздобыть все необходимые для строительства материалы и заключить договора о сотрудничестве с разными огранизациями. Её поездка проходит успешно. Тем временем Федератовна инспектирует колхоз Умрищева, выясняя, что там развелись кулаки и что колхоз тайно эксплуатировал и губил совхозных коров. По возвращении Босталоева обнаруживает, что все дома совхоза разобраны и из них построена башня, а также огромный ветряк. Совхозный скот продолжает гибнуть. Вермо сообщает, что колхозные пастухи разбежались, но он предлагает использовать быков вместо пастухов. В башне же оказывается особое стойло для «места смертельного убийства животных высоким напряжением». По плану Вермо, коровы теперь не будут отправляться на убой на поездах, а будут умерщвляться прямо в совхозе, однако благодаря электричеству их мясо будет на протяжении долгого времени сохраняться целым. Члены совхоза утверждают план технической реконструкции «Родительских Двориков», со временем в совхоз поступают необходимые материалы, приезжают рабочие и инженеры.
В финале Вермо и Босталоева отправляются в командировку в Америку, чтобы поделиться своими техническими достижениями. Их провожают старики Федератовна и Умрищев которые поженились, хотя Федератовна продолжает ругать Умрищева за оппортунизм.

## Оценки
Повесть во многом следует традициям «производственного романа» конца 1920-х — начала 1930-х годов: как в романах «Цемент» Ф. Гладкова, «Время, вперёд!» В. Катаева, «Бруски» Ф. Панфёрова, здесь воссоздана ситуация строительства. Однако, в отличие от названных произведений, а также «Чевенгура» и «Котлована» самого Платонова, центром действия становится маленький совхоз, где организуется гигантский комбинат по селекции скота, переработке мяса и молока — «прообраз идеального коллективного хозяйства».
Cюжет «Ювенильного моря» составлен из литературных штампов своего времени. Вероятно, Платонов специально просматривал литературу по близкой тематике, тем более что в эти годы очерки о животноводческих совхозах были широко распространены. В свою повесть Платонов включил все компоненты, необходимые для создания безупречного «производственного» произведения: это «конфликт старого и нового мира, великие планы и их саботаж вредителями, столкновение передового руководителя-энтузиаста с опасным „оппортунистом“, детальное описание производственного процесса и новейшие технические идеи». Концовке Платонов придал не свойственное ему прежде оптимистическое звучание. При этом «в бодрое повествование постоянно вплетается авторская ирония, рождённая пониманием разрыва между мечтами героев и реальной практикой строительства». Даже само название «ювенильное море» как «метафора прекрасной молодой страны, колхозной утопии» напоминает о том, что скрытые воды находятся в глубине земли и их добыча является лишь делом будущего: «В это верят лишь несколько героев-энтузиастов. Вот почему коммунизм в произведении присутствует как неосязаемый флёр».
Главный герой повести Николай Вермо продолжает линию таких платоновских персонажей, как Дванов из романа «Чевенгур» и «душевный бедняк» из хроники «Впрок», а также героев-изобретателей Маркуна, Первого Ивана и др.. В свою очередь, образ любителя исторических сочинений Умрищева близок лесному надзирателю из романа «Чевенгур», который сидит над старинными книгами, желая найти в них разгадку жизни.